# Josep Quero i Molares
Josep Quero i Molares (Barcelona 1905 - Sant Pere de Ribes, Garraf 1987) fou un jurista i polític català. El 1927 es llicencià en dret a la Universitat de Barcelona i amplià estudis a Roma, Berlín i la Haia. Fou professor de dret internacional a la Universitat de Barcelona i de problemes socials contemporanis a l'Escola d'Estudis Socials.
Més tard ingressà a ERC i fou secretari tècnic de la Comissió Jurídica Assessora del govern català el 1932, alhora que el 1935 era catedràtic a Sevilla. El 1936 Conseller de Justícia de la Generalitat de Catalunya i el 1939 sotssecretari d'Afers Estrangers de la Segona República. En acabar la guerra civil espanyola s'exilià a París, on salvà materials lingüístics del filòleg Joan Coromines. Allí elaborà el seu pensament sobre les bases de la transició de la dictadura a la democràcia i plantejà el nou federalisme europeu.
Formà part de l'organització de protecció dels exiliats a França, i fou assessor del servei francès de protecció dels refugiats apàtrides. Es traslladà a Ginebra, on fou cap del servei de traduccions de l'Organització Mundial de la Salut. Posteriorment, se n'anà als EUA i residí a Washington D.C, on treballà entre 1953 i 1968. Tornà a ingressar a l'OMS, on treballà a l'oficina sanitària Panamericana. Col·laborà a Jus i La Ley (Buenos Aires), Revista de la Facultad de Derecho (ciutat de Mèxic), Cuadernos de Cultura Iberoamericana (San José de Costa Rica), Revista Interamericana de Bibliografía i a les catalanes Quaderns (Perpinyà) i La Nostra Revista (ciutat de Mèxic). El 1968 fixà la seva residència a Ginebra i el 1978 retornà a Catalunya.

## Obres
- El principio de autonomía de la voluntad en Derecho Internacional Privado (1930)
- La política de no intervención (1937)
- El bombardeo de ciudades abiertas (1938)
- Estatuto jurídico de los refugiados españoles (1945)